# Cuaunepantla
Cuaunepantla es una localidad de México perteneciente al municipio de Acaxochitlán en el estado de Hidalgo.

## Toponimia
Cuauh-nepantla, del náhuatl: de cuahuitl, árbol, nepantla, enmedio; enmedio de los árboles, en lo interior, el medio del desierto o del monte.

## Geografía
La localidad se encuentra localizada en las coordenadas geográficas 20°9′46.337″N 98°13′33.14″O / 20.16287139, -98.2258722, con una altitud de 2309 m s. n. m. Se encuentra a una distancia aproximada de 4.04 kilómetros al oeste de la cabecera municipal, Acaxochitlán. Se encuentra en la región geográfica de la Sierra de Tenango.
En cuanto a fisiografía, se encuentra dentro de la provincia del Eje Neovolcánico dentro de la subprovincia de Lagos y Volcanes de Anáhuac; su terreno es de sierra. En lo que respecta a la hidrología se encuentra posicionado en la región Tuxpan-Nautla, dentro de la cuenca del río Cazones, en la subcuenca del río San Marcos. Cuenta con un clima templado húmedo con abundantes lluvias en verano.

## Demografía
En 2020 registró una población de 935 personas, lo que corresponde al 2.03 % de la población municipal. De los cuales 451 son hombres y 484 son mujeres. Tiene 209 viviendas particulares habitadas.
| Gráfica de evolución demográfica de Cuaunepantla entre 1960 y 2020                           |
|                                                                                              |
| Población de los censos y conteos del Instituto Nacional de Estadística y Geografía (INEGI). |